# Atoconeura luxata
Atoconeura luxata е вид водно конче от семейство Libellulidae. Видът не е застрашен от изчезване.

## Разпространение
Разпространен е в Габон, Гана, Гвинея, Камерун, Република Конго, Нигерия, Сиера Леоне и Централноафриканска република.